# Hippocampus semispinosus
Hippocampus semispinosus är en fiskart som beskrevs av Kuiter 2001. Hippocampus semispinosus ingår i släktet Hippocampus och familjen kantnålsfiskar. Inga underarter finns listade i Catalogue of Life.